# Casamento de Isabel II do Reino Unido e Filipe Mountbatten
O casamento da Princesa Isabel do Reino Unido e Filipe Mountbatten aconteceu em 20 de novembro de 1947 na Abadia de Westminster em Londres. A noiva era a filha mais velha do Rei Jorge VI e herdeira do trono britânico. O noivo era um ex-príncipe grego e dinamarquês. Filipe foi nomeado Duque de Edimburgo, Conde de Merioneth e Barão de Greenwich na manhã do casamento.

## Noivado
Isabel e Filipe são primos de segundo grau por descendência de Cristiano IX da Dinamarca e Louise de Hesse-Kassel e primos de terceiro grau por descendência da Rainha Vitória e do Príncipe Alberto. A princesa Isabel conheceu o príncipe Filipe pela primeira vez em 1934, no casamento da prima de Filipe, a princesa Marina da Grécia e Dinamarca, com o príncipe Jorge, Duque de Kent, tio paterno de Isabel, e se reencontraram em 1937. Depois de outra reunião no Royal Naval College em Dartmouth em julho de 1939, Isabel, embora tivesse apenas treze anos de idade, se apaixonou por Filipe e eles começaram a trocar cartas.
Uma citação no diário de Sir Henry Channon faz referência ao futuro casamento de Isabel e Filipe ainda em 1941, "Ele será o nosso príncipe consorte, e é por isso que ele está servindo em nossa Marinha". O casal ficou secretamente noivo em 1946 quando Filipe pediu ao Rei Jorge VI a mão de sua filha em casamento, o rei atendeu ao seu pedido, desde que qualquer compromisso formal fosse adiado até o aniversário de 21 anos de Isabel em abril do ano seguinte.
O noivado foi anunciado oficialmente em 9 de julho de 1947. Filipe propôs a Isabel com um anel de diamante redondo de três quilates consistindo de "uma pedra central flanqueada por dez diamantes menores". Os diamantes foram tirados de uma tiara que pertenceu à mãe de Filipe, a princesa Alice de Battenberg, e também foram usados para criar uma pulseira para Isabel.

## Casamento

### Local
A princesa Isabel e Filipe Mountbatten se casaram as 10:30 da manhã no horário do Reino Unido em 20 de novembro de 1947 na Abadia de Westminster em Londres, o mesmo local onde ela viria a ser coroada como rainha seis anos depois. Isabel se tornou o décimo membro da família real a se casar na abadia, seguindo os passos de seus pais.

### Damas de honra
A princesa Isabel contou com a presença de oito damas de honra:
- Princesa Margarida, sua irmã mais nova.
- Princesa Alexandra de Kent, sua prima.
- Lady Caroline Montagu-Douglas-Scott, filha do Duque de Buccleuch.
- Lady Mary Cambridge, sua prima de segundo grau.
- Lady Elizabeth Lambart, filha do Conde de Cavan.
- Lady Pamela Mountbatten, prima de Filipe.
- Margaret Elphinstone, prima de Isabel.
- Diana Bowes-Lyon, prima de Isabel.

Os primos de Isabel, o Príncipe Guilherme de Gloucester e o Príncipe Miguel de Kent serviram como pajens, eles usaram kilts.
O padrinho de Filipe foi o marquês de Milford Haven, o primo materno do noivo. O marquês era neto do príncipe Luís de Battenberg e da princesa Vitória de Hesse e Reno, e um tataraneto da Rainha Vitória.

### Trajes do casamento
Para o seu vestido de noiva, Isabel ainda precisava de cupons de racionamento para comprar o tecido de seu vestido, que foi desenhado por Norman Hartnell. O vestido era "um vestido de noiva de cetim com padrões de lírios e flores de laranjeira". Os sapatos de casamento de Isabel eram feitos de cetim e enfeitados com prata e pérola. Isabel fez sua própria maquiagem para o casamento. O seu buquê de casamento foi preparado pelo florista M. H. Longman e consistia em "orquídeas brancas com um ramo de murta", sendo a murta retirada "do arbusto crescido da murta original no buquê de casamento da Rainha Vitória". O buquê foi devolvido para a abadia um dia após a cerimônia para ser colocado no Túmulo do Soldado Desconhecido, seguindo uma tradição iniciada pela mãe de Isabel em seu casamento em 1923.
Na manhã de seu casamento, enquanto a princesa Isabel se vestia no Palácio de Buckingham antes de partir para a Abadia de Westminster, a sua tiara quebrou. O joalheiro da corte, que estava de prontidão em caso de emergência, foi levado às pressas para a sua sala de trabalho por uma escolta policial. A rainha Isabel garantiu à filha que a tiara seria consertada a tempo, e assim aconteceu. 
O pai de Isabel deu a ela um par de colares de pérolas, que pertenceram à rainha Ana e à rainha Carolina, como presente de casamento. Seus brincos de diamante e pérola também foram herança de família, Isabel percebeu que havia deixado suas pérolas no Palácio de St. James. Seu secretário particular, Jock Colville, foi buscá-los e ele conseguiu entregar as pérolas à princesa a tempo de seu retrato na Sala de Música do Palácio de Buckingham.

### Cerimônia de casamento
Os membros da família real foram trazidos para a Abadia de Westminster em grandes procissões de carruagens, a prima com a rainha Isabel e a princesa Margarida. Filipe deixou o Palácio de Kensington com seu padrinho, o marquês de Milford Haven. A princesa Elizabeth, então, chegou à abadia com seu pai na Irish State Coach.
A cerimônia foi oficiada pelo Arcebispo da Cantuária, Geoffrey Fisher, e pelo Arcebispo de Iorque, Cyril Garbett. A cerimônia foi gravada e transmitida pela BBC Radio para 200 milhões de pessoas ao redor do mundo.

### Anel de casamento
Como a de sua mãe, a aliança de casamento da princesa Isabel foi feita a partir de uma pepita de ouro galês da mina de Clogau St David, perto de Dolgellau, que foi dada à Lady Isabel Bowes-Lyon, e usada para fazer a sua aliança de casamento e, posteriormente, as alianças de ambas as filhas. A mesma pepita foi usada para criar os anéis de casamento da princesa Ana e Lady Diana Spencer.

### Música
William Neil McKie, organista australiano e Mestre dos Corais da Abadia de Westminster, foi o diretor de música da cerimônia de casamento, um papel que ele desempenhou na coroação de Isabel em 1953. William também escreveu um moteto para a ocasião, "Esperamos por Tua bondade amorosa, ó Deus". Salmo 67, "Deus tenha misericórdia de nós e nos abençoe", foi cantado por Sir Edward Cuthbert Bairstow. O hinos foram "Bendito seja o Deus e Pai de nosso Senhor Jesus Cristo" de Samuel Sebastian Wesley, "Louvor, minha alma, o Rei do céu" e "O Senhor é meu pastor".
A cerimônia começou com uma fanfarra especialmente composta pro Arnold Bax para a ocasião e terminou com a "Marcha do Casamento" de Felix Mendelssohn. O coro da abadia foi acompanhado pelos coros da Capela Real e da Capela de São Jorge, em Windsor.

### Títulos
Antes do casamento, Filipe renunciou aos seus títulos gregos e dinamarqueses, converteu-se da Ortodoxia Grega ao Anglicanismo, e adotou o estilo de Tenente Filipe Mountbatten, assumindo o sobrenome da família britânica de sua mãe. Na véspera do casamento, o Rei Jorge VI ortogou o estilo de Alteza Real para Filipe e, na manhã do casamento, ele foi nomeado Duque de Edimburgo, Conde de Merioneth e Barão de Greenwich. Consequentemente, já sendo um Cavaleiro da Jarreteira, entre 19 e 20 de novembro de 1947, ele carregou o estilo incomum de Sua Alteza Real Senhor Filipe Mountbatten e é assim descrito nas Cartas Patentes de 20 de novembro de 1947.
Após o casamento, Isabel assumiu o título de marido e se tornou a princesa Isabel, duquesa de Edimburgo.

## Celebrações
Após a cerimônia, Isabel e Filipe seguiram para o Palácio de Buckingham, onde o casal acenou da varanda para a multidão que esperava ansiosa para ver o mais novo casal.
Um café da manhã foi servido para os convidados na Sala de Jantar de Baile do Palácio. O menu incluiu Filet de Sole Mountbatten, um tipo de bife à milanesa levando o sobrenome do noivo como homenagem, Perdreau en Casserole, uma receita de perdiz na caçarola, e Bombe Glacee Princess Elizabeth, uma sobremesa levando o título da noiva. A música ficou por conta da banda de cordas dos Guardas Grenadier.
O bolo de casamento oficial foi feito pela confeitaria londrina McVitie & Price, sendo um bolo de frutas feito de quatro camadas com quase três metros de altura e pesando cerca de 226 quilos. O bolo foi feito com 80 laranjas, 660 ovos e mais de três galões de rum da marinha. Como a Segunda Guerra Mundial havia acabado há apenas dois anos, certos alimentos ainda estavam sujeitos a racionamento, e alguns dos ingredientes usados para fazer o bolo foram enviados para a Grã-Bretanha de várias partes do mundo, isso fez com que o bolo fosse apelidado de Bolo de 10.000 milhas. As decorações incluíam os brasões das famílias da noiva e do noivo, bem como os monogramas individuais dos noivos e figuras de açúcar representando os distintivos regimentais e navais, bem como as atividades favoritas do casal. O casal cortou o bolo com a espada Mountbatten do Duque de Edimburgo, que tinha sido um presente de casamento de seu sogro, o rei.
O casal recebeu mais de 2.500 presentes de casamento de todo o mundo e cerca de 10.000 telegramas de felicitações. Os presentes foram colocados em exibição pública no Palácio de St. James.
No dia seguinte, o buquê de casamento foi devolvido à Abadia de Westminster e colocado no Túmulo do Soldado Desconhecido, essa tradição foi iniciada pela mãe da noiva, a Rainha Isabel, após seu casamento com o pai da noiva, o então Duque de Iorque. O buquê era composto de orquídeas cattleya brancas, odontoglossum, cypripedium e um ramo de murta de Osborne Myrtle Bush, que foi plantada em Osborne House pela Rainha Vitória em 1846. As flores do buquê foram fornecidas pela Worshipful Company of Gardeners e foram arranjadas pelo floristas M H Longman.

## Convidados

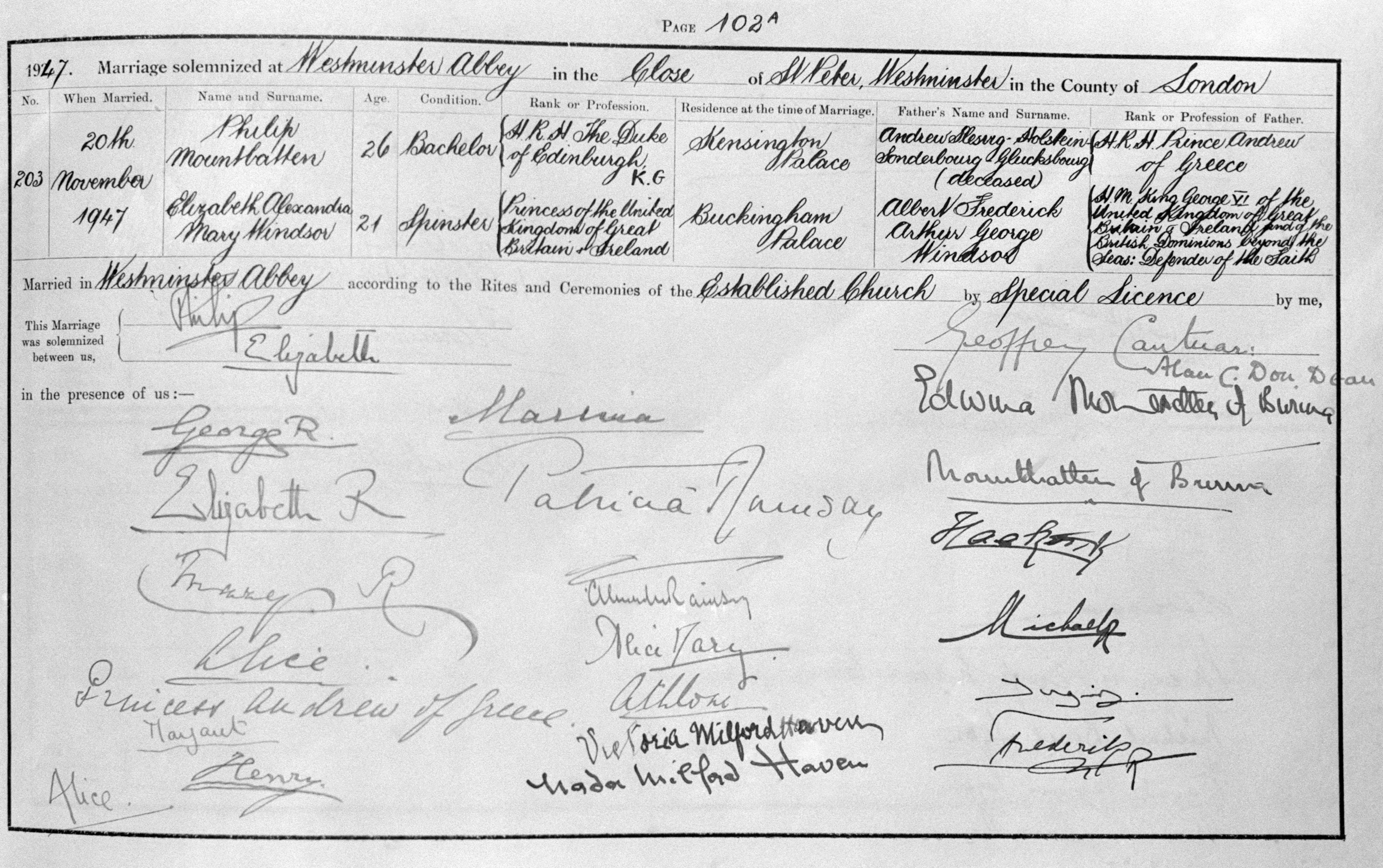
A certidão de casamento da Princesa Isabel e de Filipe Mountbatten, estão presentes as assinaturas dos noivos e de alguns convidados que serviram como testemunhas da união.

### Família da noiva
- O Rei e a Rainha do Reino Unido, os pais da noiva
  - A Princesa Margarida, irmã da noiva
- A Rainha Maria do Reino Unido, avó paterna da noiva
  - O Duque e a Duquesa de Gloucester, tios paternos da noiva
    - O Príncipe Guilherme de Gloucester, primo da noiva
    - O Príncipe Ricardo de Gloucester, primo da noiva

  - A Duquesa de Kent, tia paterna da noiva por casamento e prima do noivo
    - O Duque de Kent, primo da noiva
    - A Princesa Alexandra de Kent, prima da noiva
    - O Príncipe Miguel de Kent, primo da noiva

  - A família da Princesa Real
    - O Conde de Harewood, primo da noiva
    - O HON. Gerald Lascelles, primo da noiva
- O Conde de Southesk, viúvo da prima da noiva
  - Lord Carnegie, primo de segundo grau da noiva
- A Princesa Helena Vitória, prima de ambos os noivos
- A Princesa Maria Luísa, prima de ambos os noivos
- Lady Patricia e o HON. Senhor Alexandre Ramsey, prima de ambos os noivos e seu marido
  - Alexandre Ramsey de Mar, primo de segundo grau de ambos os noivos
- O Conde de Athlone e a Princesa Alice, Condessa de Athlone, tio-avô e tia-avó da noiva
  - Lady May e Henry Abel Smith, prima da noiva e seu marido
    - Senhorita Anne Abel Smith, prima de segundo grau da noiva
    - Senhorita Elizabeth Abel Smith, prima de segundo grau da noiva
- O Marquês e a Marquesa de Cambridge, primo da noiva e sua esposa
  - Lady Mary Cambridge, prima de segundo grau da noiva
- A Duquesa e o Duque de Beaufort, prima da noiva e seu marido
- Lady Helena Gibbs, prima da noiva
- Lady e Lorde Elphinstone, tios maternos da noiva
  - O Mestre de Elphinstone, primo da noiva
  - Os HON. Sra. Jean Wills e Sr. John Wills, prima da noiva e seu marido
  - Os HON. Sr. e Sra. Andrew Elphinstone, primo da noiva e sua esposa
  - A HON. Srta. Margaret Elphinstone, prima da noiva
- O Conde de Strathmore e Kinghorne, tio materno da noiva
- A HON. Sra. John Bowes-Lyon, tia materna da noiva por casamento
  - Viscondessa Anson, prima da noiva
  - Diana Bowes-Lyon, prima da noiva
- A Condessa e o Conde Granville, tios maternos da noiva
  - Lady Mary Leveson-Gower, prima da noiva
  - Lord Leveson, primo da noiva
- Os HON. Sr. e Sra. Michael Bowes-Lyon, tios maternos da noiva
- Os HON. Sr. e Sra. David Bowes-Lyon, tios maternos da noiva

### Família do noivo
- A Princesa André da Grécia e Dinamarca, a mãe do noivo
- A Marquesa Viúva de Milford Haven, avó materna do noivo
  - A Princesa e o Príncipe Herdeiro da Suécia, tios maternos do noivo (representando o Rei Gustavo V da Suécia)
  - A Marquesa de Milford Haven, tia materna do noivo por casamento
    - Lady Tatiana Mountbatten, prima do noivo
    - O Marquês de Milford Haven, primo do noivo

  - O Conde e a Condessa Mountbatten da Birmânia, tios maternos do noivo
    - Lady e Lorde Brabourner, prima do noivo e seu marido
    - Lady Pamela Mountbatten, prima do noivo
- A Rainha e o Rei da Iugoslávia, prima do noivo e seu marido
- A Rainha Mãe da Romênia, prima do noivo
  - O Rei da Romênia, primo do noivo
- A Rainha da Grécia, esposa do primo do noivo (representando o Rei da Grécia)
- A Duquesa de Aosta, prima do noivo
- A Princesa Catarina da Grécia e Dinamarca e o Major Richard Brandram, prima do noivo e seu marido
- O Príncipe e a Princesa Jorge da Grécia e Dinamarca, tios paternos do noivo
  - A Princesa Dominic Radziwiłł, prima do noivo
- O Rei e a Rainha da Dinamarca, primo do noivo e sua esposa
- O Rei da Noruega, primo do noivo e tio-avô paterno da noiva por casamento
- A Princesa Axel da Dinamarca, prima do noivo
  - O Príncipe Jorge da Dinamarca, primo do noivo
  - O Príncipe Fleeming da Dinamarca, primo do noivo
- A Princesa e o Príncipe Renato de Bourbon-Parma, prima do noivo e seu marido
  - A Princesa Ana de Bourbon-Parma, prima do noivo
  - O Príncipe Michel de Bourbon-Parma, primo do noivo
- O Marquês e a Marquesa de Carisbrooke, primo de ambos os noivos e sua esposa
- A Rainha Vitória da Espanha, prima de ambos os noivos
  - O Conde e a Condessa de Barcelona, primo de segundo grau do noivo e sua esposa
- O Grão-Duque Hereditário de Luxemburgo, primo de terceiro grau do noivo (representando a Grã-Duquesa de Luxemburgo)
- A Princesa Elisabeth de Luxemburgo, prima de terceiro grau do noivo

### Outros
- O Príncipe Tomislavo da Iugoslávia
- O Príncipe André da Iugoslávia
- O Príncipe Regente da Bélgica (representando o Rei da Bélgica)
- A Princesa Juliana e o Príncipe Bernardo dos Países Baixos (representando a Rainha dos Países Baixos)
- O Rei do Iraque

O Duque de Windsor, o antigo Rei Eduardo VIII do Reino Unido e tio da noiva, não foi convidado, e sua irmã, Maria, Princesa Real não compareceu pois disse que estava doente e seu marido havia morrido seis meses antes, mas foi alegado que a Princesa Real não compareceu em protesto contra a exclusão de seu irmão da cerimônia. Logo após o fim da Segunda Guerra Mundial, não era aceitável que as relações alemãs do Duque de Edimburgo, incluindo as três irmãs sobreviventes de Filipe, fossem convidadas para o casamento.

## Lua de mel

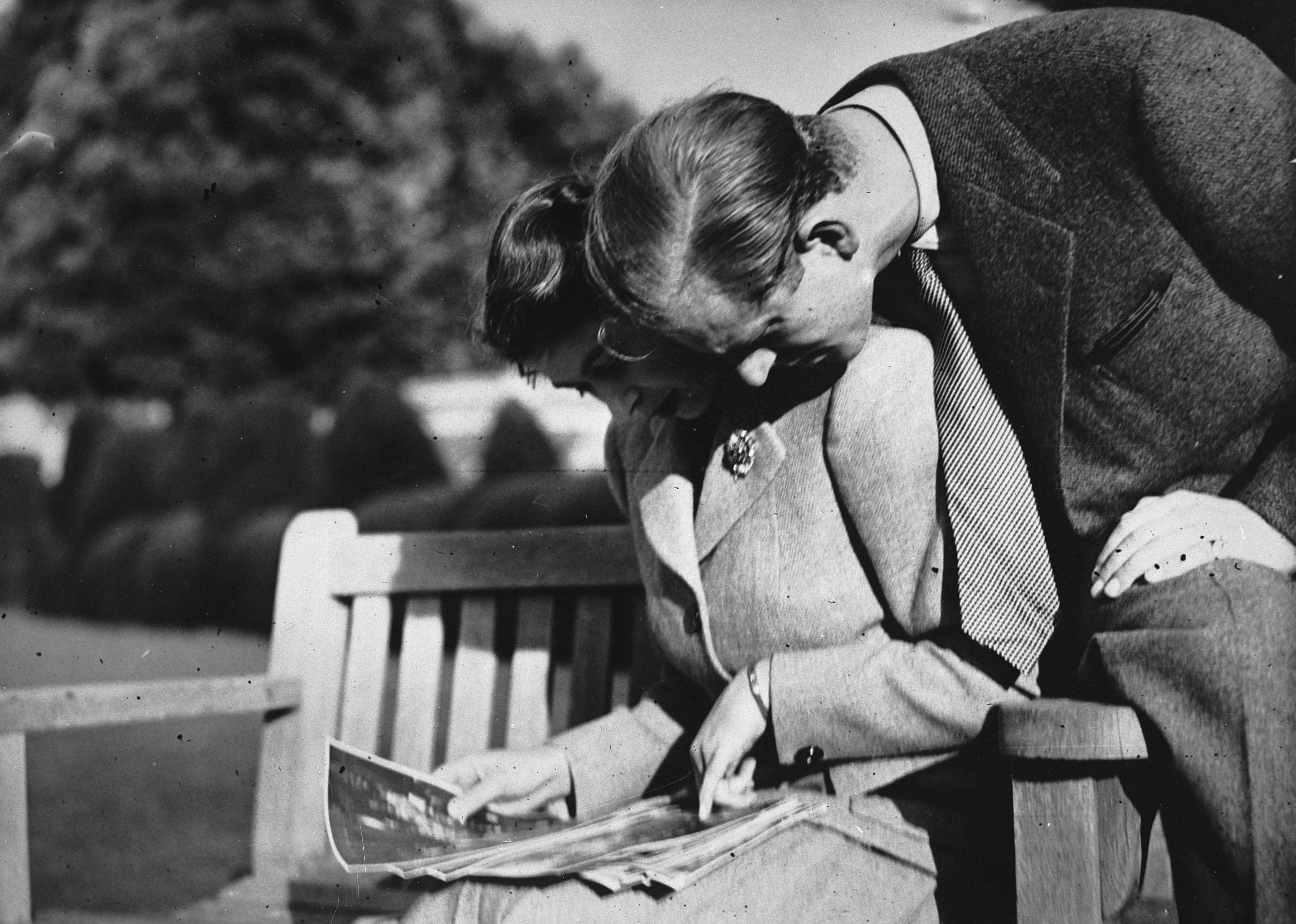
A Princesa Isabel, Duquesa de Edimburgo e Filipe, Duque de Edimburgo observam as fotografia de sua cerimônia de casamento.

O casal embarcou na estação ferroviária de Waterloo em Londres em um trem para Hampshire e passou a noite de núpcias em Broadlands, a residência do Conde Mountbatten da Birmânia, o tio do Duque de Edimburgo. De lá, o casal viajou para Birkhall na propriedade do Castelo de Balmoral, onde passaram o resto de sua lua de mel.